# Große Evangelische Kirche (Bratislava)
Die Große Evangelische Kirche (slowakisch Veľký evanjelický kostol) oder Deutsche Evangelische Kirche (slowakisch Nemecký evanjelický kostol) ist eine Kirche in der Altstadt von Bratislava (Adresse Panenská ulica). Sie gehört zur Evangelischen Kirche Augsburgischen Bekenntnisses in der Slowakei und ist als Kulturdenkmal geschützt.

## Geschichte
Nach dem Ödenburger Landtag von 1681 wurde es den Evangelischen erlaubt, einfache sogenannte Artikularkirchen zu bauen. In Pressburg wurden zwei Holzkirchen gebaut, die Große Evangelische Kirche für die zahlenmäßig größere deutschsprachige Gemeinde, und die Kleine Evangelische Kirche für die slawischen und ungarischen Evangelischen. Nach dem Toleranzpatent Josephs II. durften die evangelischen Kirchen erweitert bzw. sogar in Stein aufgeführt werden. Nach Plänen von Mathias Walch wurde 1774 die Große Evangelische Kirche im Stil des Spätbarocks mit klassizistischen Elementen erbaut. Am 30. November 1776 wurde dort der erste Gottesdienst durch den evangelischen Pfarrer Michael Klein gefeiert.

## Architektur
Nach der kaiserlichen Genehmigung durfte die Kirche keinen Turm haben. Die mit einem Walmdach gedeckte Kirche hat zwei Chöre. Der Kanzelaltar von Adam Friedrich Oeser ist der älteste in der heutigen Slowakei. Die heutige Orgel, die dritte in der Geschichte der Kirche, wurde 1923 von den Gebrüdern Rieger-Jägerndorf gebaut.